# E-mu
Pour les articles homonymes, voir Emu (homonymie).

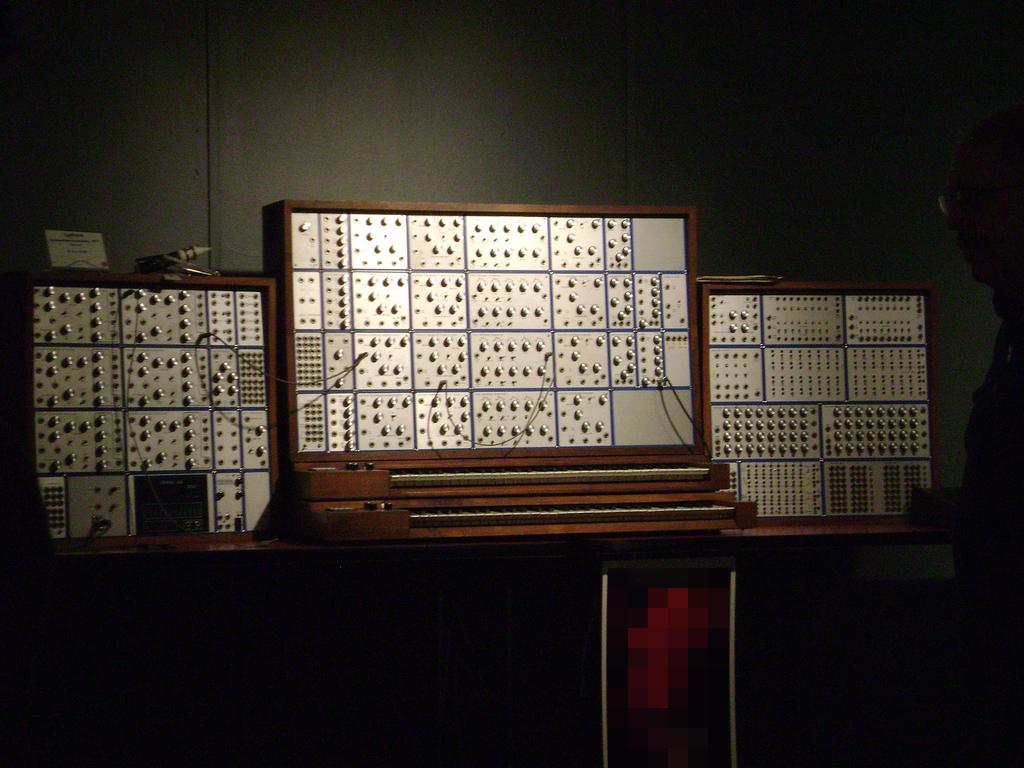
Un E-Mu Modular system (milieu des années 1970)

E-mu Systems était une société américaine spécialisée dans la fabrication de synthétiseurs, d'échantillonneurs et de cartes sons, filiale de Creative Labs depuis 1993. La societé a fermée ses portes à la fin de 2002.

## Histoire de la société

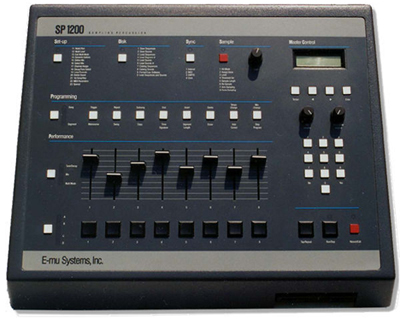
Original SP-1200 avec boîtier gris

E-mu (Electronic Music) a été fondée en 1972 par Scott Wedge et Dave Rossum. La société acquiert une très bonne réputation auprès des musiciens en tant que conceptrice de synthétiseurs modulaires, la série 25.

### Innovation et polyphonie
Après son installation à Scott Valley dans le Comté de Santa Clara en Californie (la fameuse Silicon Valley), E-mu se tourne vers les technologies numériques et crée un micro-processeur capable de gérer plusieurs modules de sons à partir d'un seul clavier, c'est l'ère des premiers synthétiseurs polyphoniques.
La vente de licences et  les royalties permettent à la petite compagnie de survivre mais les contrats d'exclusivité prennent fin à partir de 1978. E-mu cherche alors à créer son propre concept de synthétiseurs et met au point avec beaucoup de difficultés et peu de moyens (la plupart des employés ont quitté la société) un prototype d'une machine hybride, à la fois analogique et numérique, l'Audity. Trop complexe et trop cher, l'Audity ne sera pas construite en série.

### Populariser l'échantillonnage
Impressionnés par les performances du Fairlight CMI, Scott Wedge et Dave Rossum décident de se lancer dans la création d'un clavier échantillonneur meilleur marché que son prestigieux concurrent. Bien que rudimentaire, (8 bits de résolution) l'Emulator est rapidement adopté par les musiciens. Stevie Wonder reçoit le tout premier modèle de série au NAMM de 1981.
En 1983, E-mu commercialise une boîte à rythmes numérique, la Drumulator. La machine est bon marché (3 fois moins chère que ses concurrentes), d'une conception ouverte (liaison par ordinateur, pads externes, sons modifiables) et évolue rapidement avec de nouveaux apports technologiques. Le succès est considérable.
L'Emulator II de 1984 est le prototype de tous les claviers échantillonneurs actuels, MIDI, pilotable par ordinateur et susceptible de recevoir un disque dur interne. L'Emax lui succède en 1986 mais la concurrence japonaise propose des machines plus performantes. En réponse, Emu sort en 1987 l'Emulator III avec 16 bits de résolution et une très grande qualité sonore.
Le concept de boîte à rythmes n'est pas oublié avec la SP 1200 (1988) qui peut également faire de l'échantillonnage. Réputée pour l'excellente dynamique de ses sons et sa simplicité d'utilisation, la SP 1200 est une machine de référence pour le rap.
En 1989, le Proteus 1 est le premier d'une série d'expandeurs d'échantillons. Des filtres numériques intégrés très souples permettent de travailler les timbres.

### Vers le multimédia
E-mu est rachetée en 1993 par la société Creative Labs spécialisée dans la conception de cartes sons. Le savoir-faire d'Emu est utilisé pour l'intégration de micro-processeurs sonores sur plusieurs cartes professionnelles ou semi-professionnelles (0404, 1212, 1616, 1616, 1820) mais aussi des cartes grand public (l'Audigy 2). Ce type de carte est aussi disponible sous forme de racks externes ou au format PCMCIA.
L'Emulator X sorti en 2004 est une combinaison échantillonneur matériel / logiciel de traitement très complète.

## Liste des principaux produits
- 1979 - Audity
- 1981 - Emulator
- 1983 - Drumulator
- 1984 - Emulator II
- 1985 - SP-12
- 1986 - Emax
- 1987 - Emulator III
- 1988 - SP 1200
- 1989 - Emax II
- 1989 - Proteus 1 Pop/Rock
- 1990 - Proteus 2 Orchestral
- 1991 - Proteus 3 World
- 1994 - ESI 32
- 1994 - Emulator IV
- 1996 - E4k, E4X, E6400
- 1998 - ESI 4000

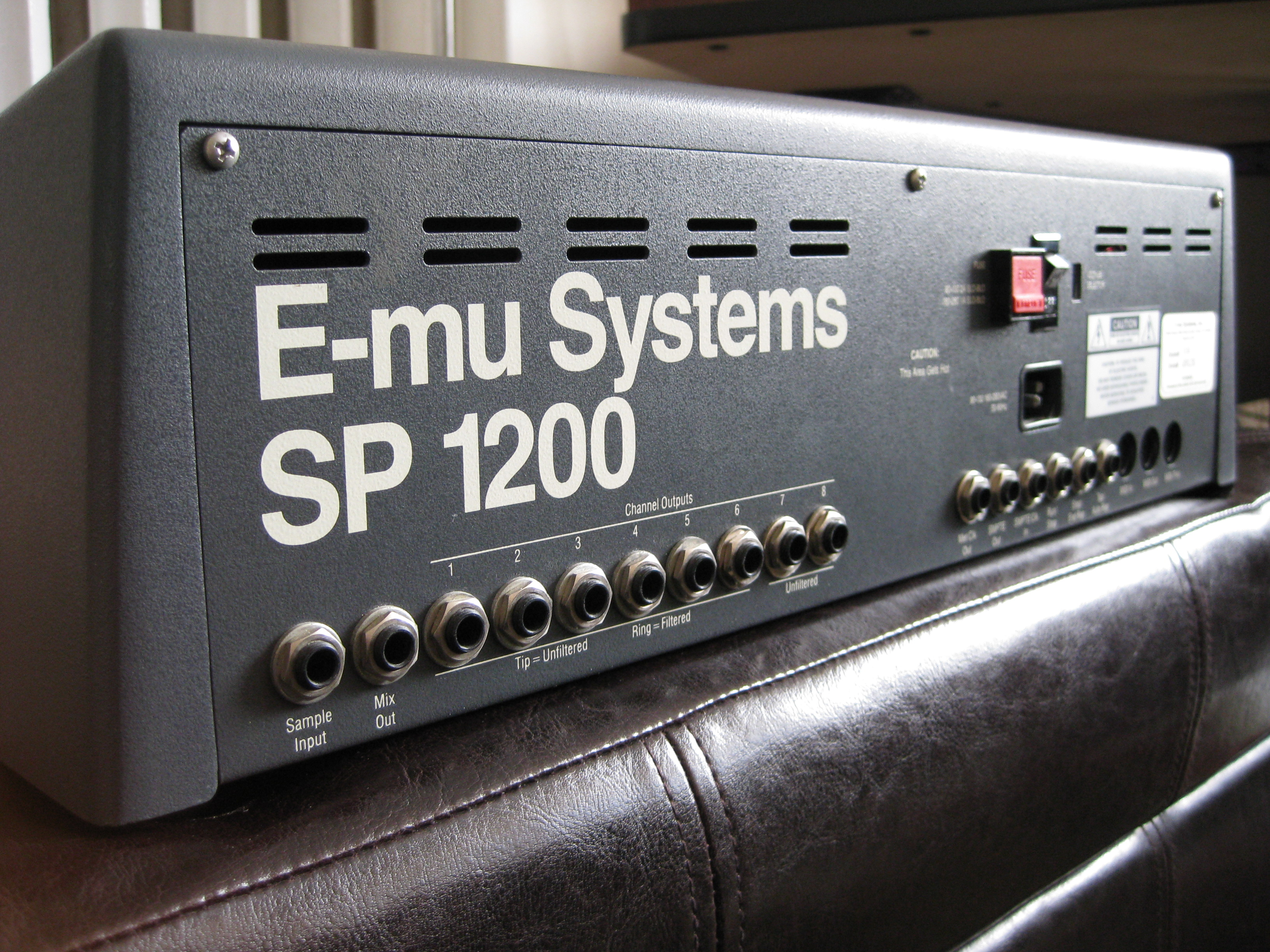
La face arrière du SP 1200

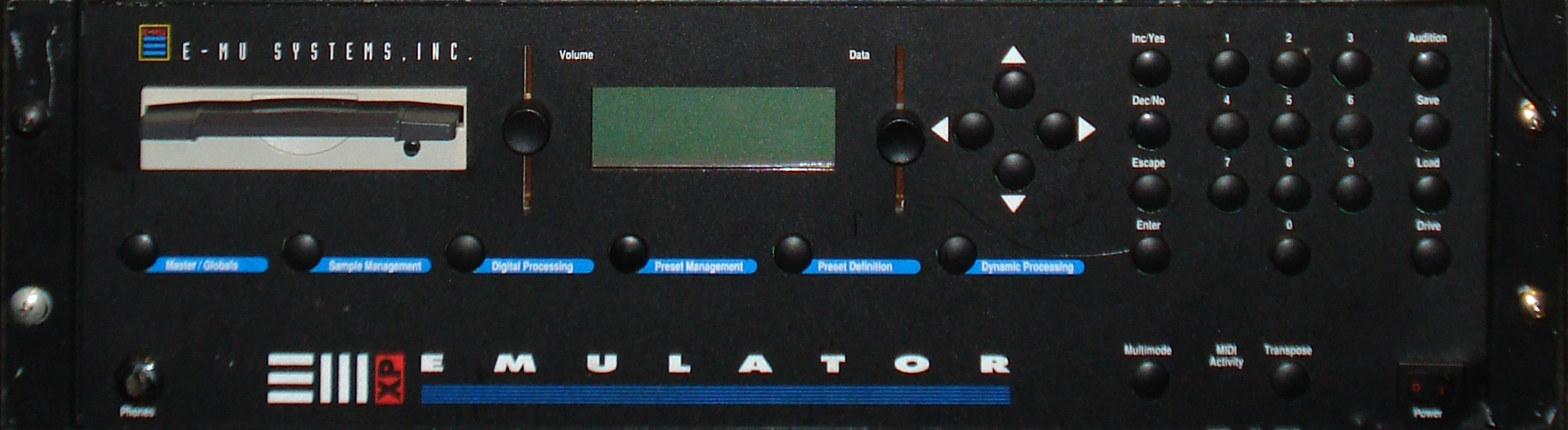
Emulator XP

- 1999 - ESI 2000, E5000 Ultra, E6400 Ultra, E4XT
- 2000 - E4 Platinum
- ???? - E-mu 10K (Carte Creative Labs)
- 2003 - PCI Digital Audio Systems
- 2004 - Emulator X (logiciel)
- 2005 - CardBus Digital Audio Systems
- 2005 - E-mu 20K (en)